# 达格朗
达格朗（法語：Daglan，法語發音：[daɡlɑ̃]）是法国多尔多涅省的一个市镇，属于萨拉拉卡内达区。

## 地理
达格朗（44°44'31"N, 1°11'35"E）面积19.96 平方千米，位于法国新阿基坦大区多爾多涅省，该省份为法国西南部内陆省份，是法國本土面积第三大的省，大致对应佩里戈尔地区，北起顺时针与夏朗德省、上维埃纳省、科雷兹省、洛特省、洛特-加龙省、吉倫特省和滨海夏朗德省接壤。
与达格朗接壤的市镇（或旧市镇、城区）包括：塞纳克和圣于连、布济克、康帕尼亚克-莱凯尔西、圣马夏尔德纳比拉、圣庞蓬、圣洛朗拉瓦莱、圣西布拉内。

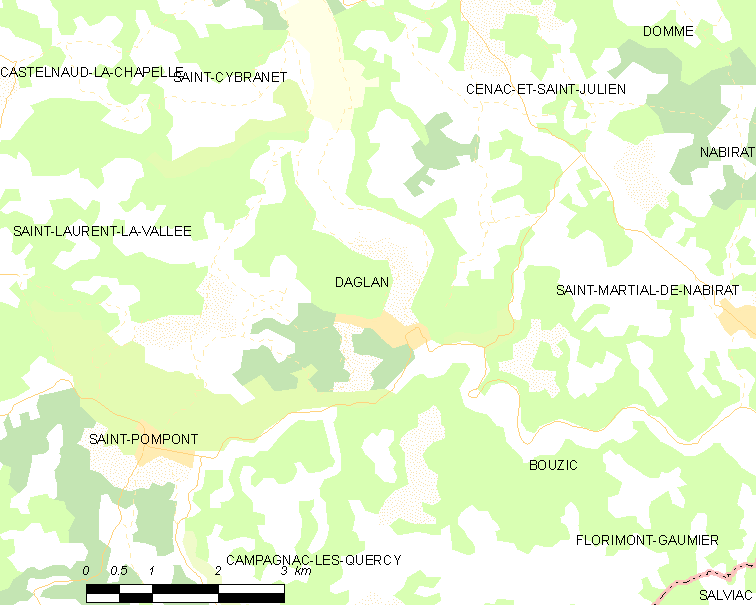
达格朗的OSM定位图

达格朗的时区为UTC+01:00、UTC+02:00（夏令时）。

## 行政
达格朗的邮政编码为24250，INSEE市镇编码为24150。

## 政治
达格朗所属的省级选区为多尔多涅河谷县。

## 人口

1962-2008年间达格朗人口变化图示

达格朗于2022年1月1日时的人口数量为556人。